# Vráž (okres Písek)
Vráž (někdy také Vráž u Písku) je lázeňská obec v okrese Písek v Jihočeském kraji. Leží asi osm kilometrů severně od Písku, na levém břehu řeky Otavy. Žije v ní 320 obyvatel.

## Charakter obce
Obec Vráž je rozdělena na tři části, jižní (Stará Vráž) je starší (nejstarší budova je ze 17. století), nachází se zde lázeňský areál, jehož střediskem je někdejší novogotický zámek, a hasičská zbrojnice. Severní (Nová Vráž) vznikla teprve na přelomu 19. a 20. století poblíž železniční stanice Vráž u Písku na železniční trati č. 200 Zdice - Protivín, zprovozněné v roce 1875; nachází se zde pila. Obě části obce jsou od sebe odděleny nezastavěným pruhem, širokým asi 300 metrů. Ve východní části obce u řeky Otavy leží třetí část, kterou je Jistec.
Novogotický zámek ve Vráži postavili v roce 1875 Lobkowiczové, kteří v něm měli do roku 1926 letní rezidenci. Pak byl zámek odkoupen pro účely zdravotnictví; nemocenská pojišťovna v zámeckém parku postavila lázeňské pavilóny a v roce 1936 tu otevřela sanatorium - klimatické a rehabilitační lázně, specializované na nervové choroby, poruchy pohybového ústrojí a onemocnění dýchacích cest. V roce 1978 byl obci Vráž přiznán lázeňský statut.

## Přírodní poměry
Východně od obce se v lesích na břehu řeky Otavy nachází přírodní rezervace Žlíbky, severovýchodně přírodní rezervace Dědovické stráně a na západ od obce přírodní rezervace Čertova hora u Vráže a Hrby.

## Obyvatelstvo
| Rok            | 1869 | 1880 | 1890 | 1900 | 1910 | 1921 | 1930 | 1950 | 1961 | 1970 | 1980 | 1991 | 2001 | 2011 | 2021 |
| -------------- | ---- | ---- | ---- | ---- | ---- | ---- | ---- | ---- | ---- | ---- | ---- | ---- | ---- | ---- | ---- |
| Počet obyvatel | 497  | 478  | 445  | 420  | 389  | 396  | 369  | 430  | 428  | 393  | 334  | 329  | 301  | 299  | 294  |
| Počet domů     | 50   | 55   | 54   | 54   | 54   | 56   | 69   | 81   | 85   | 90   | 90   | 96   | 118  | 136  | 137  |

## Obecní správa

### Místní části
Obec Vráž se skládá ze tří částí, které leží v katastrálním území Vráž u Písku.
- Jistec
- Nová Vráž
- Stará Vráž

V letech 1850–1920 k obci patřily i Dědovice.

### Obecní symboly
Znak a vlajka byly obci uděleny rozhodnutím předsedy Poslanecké sněmovny Parlamentu České republiky dne 7. května 1997.

## Pamětihodnosti
- Kaple z roku 1877 na návsi v části Stará Vráž je zasvěcená svatému Václavu.[8]
- Před kaplí se nachází kamenný kříž, který nese dataci 1877.
- Na kapli je umístěna pamětní deska na počest padlým v První světové válce.
- Boží muka - kaplička U Panenky Marie v zámeckém parku.

## Významné osobnosti a rodáci
- Jan Hynek Kavka (1762–1839), katolický kněz, obrozenský básník a překladatel.
- Jan Rataj (1855–1915), starosta obce, poslanec zemského sněmu a Říšské rady, jeden ze zakladatelů České agrární strany.[9][10]
- Josef Bohdanecký (1846–1920), lesník, pedagog, odborný spisovatel

## Pověst
Pověst se vztahuje k božím mukám - kapličce v zámeckém parku. Kaplička Panny Marie je na místě bývalé studny, která se nacházela v zámecké zahradě. Traduje se o ní smutný příběh. On byl krásný, nastrojený zámecký pán. Ona byla krásná služtička. Tak krásná, že když se s ní zámecký pán potkal poprvé, nezůstalo jen u jednoho setkání. Byl zcela okouzlený. Vyhledával každou záminku, aby ji mohl vidět a setkat se s ní. Scházeli se v zámeckém parku. Byla to velká oboustranná láska, ale marná. Jemu byl předurčený jiný osud, než se oženit se služtičkou. Přísní rodiče by nedovolili tak propastný rozdíl. Zpočátku byli oni dva a později i jejich dítě. Když se dítko narodilo, bylo o ně, i jeho matku, po materiální stránce postaráno více než dobře. Nestrádali. Jediné, co jim postupně scházelo čím dál více, byl zájem ze strany zámeckého pána. Ten se musel podřídit vžitým konvencím a věnoval se jim málo. Zoufalství, samota a bolest z neopětované lásky, dovedly služtičku až ke studni v zámecké zahradě a tady ukončila nejen svůj život, ale i život svého dítěte.
Její obraz, s vyobrazením dítěte, visel v zámeckých komnatách.

## Galerie

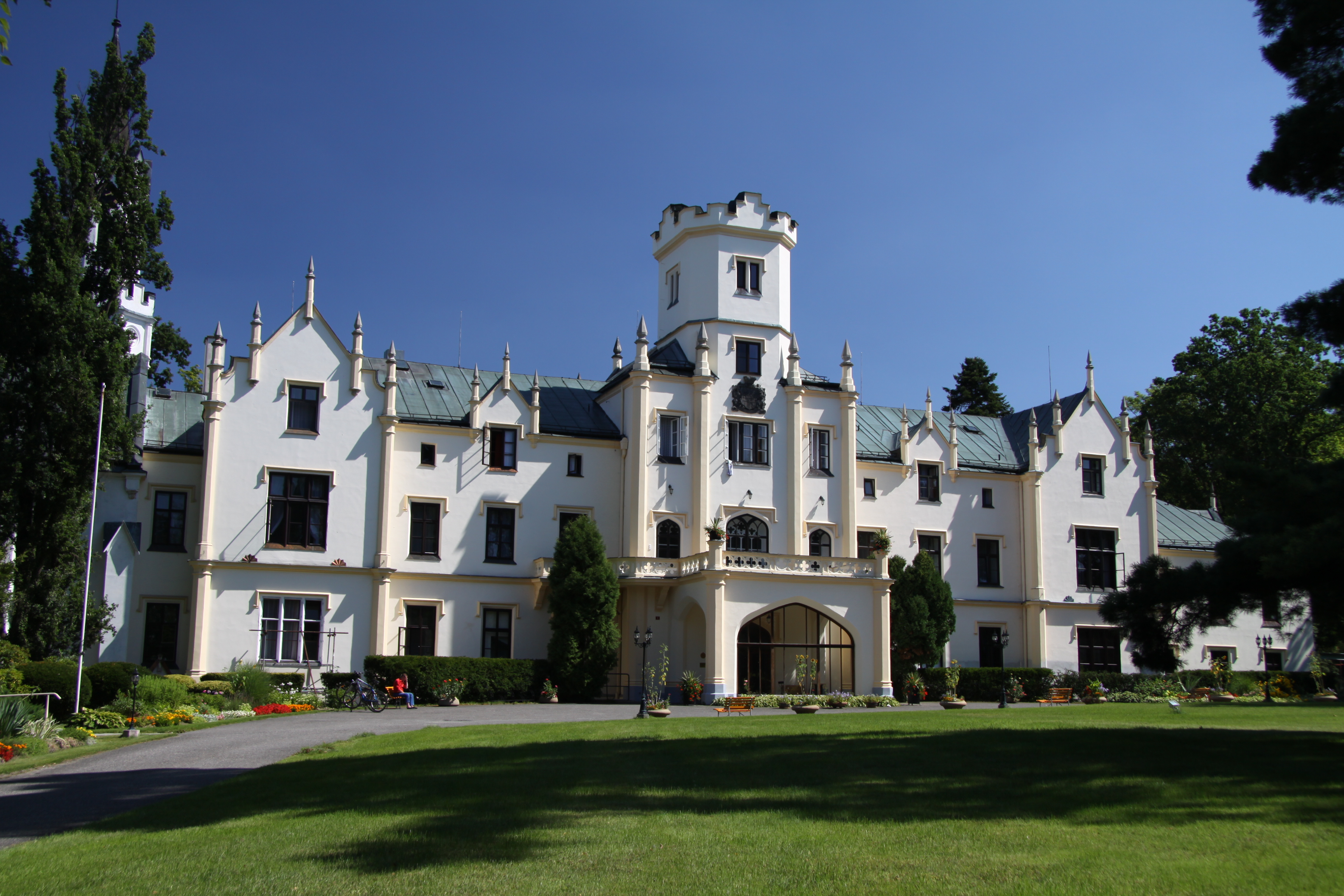
Lázně
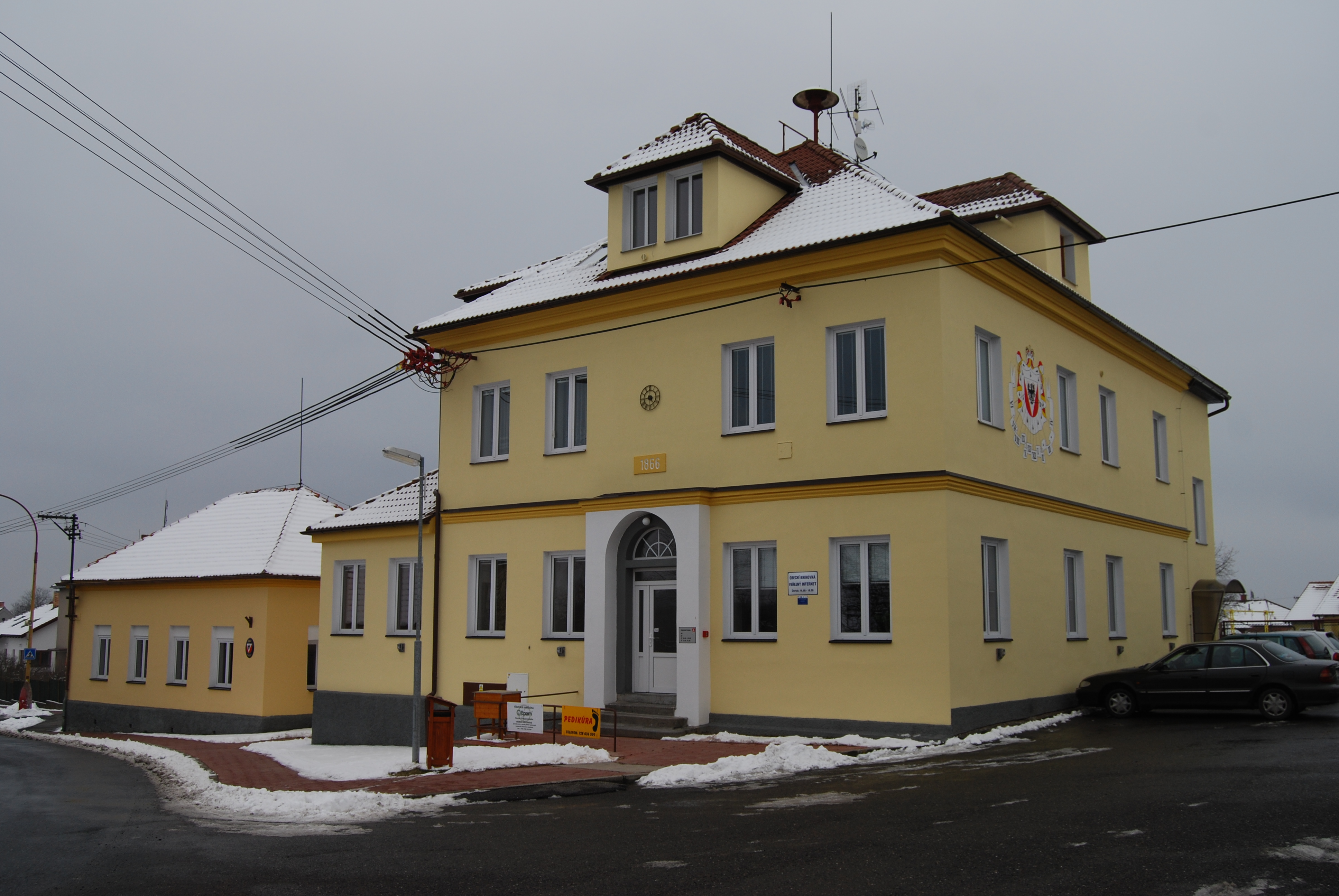
Obecní úřad
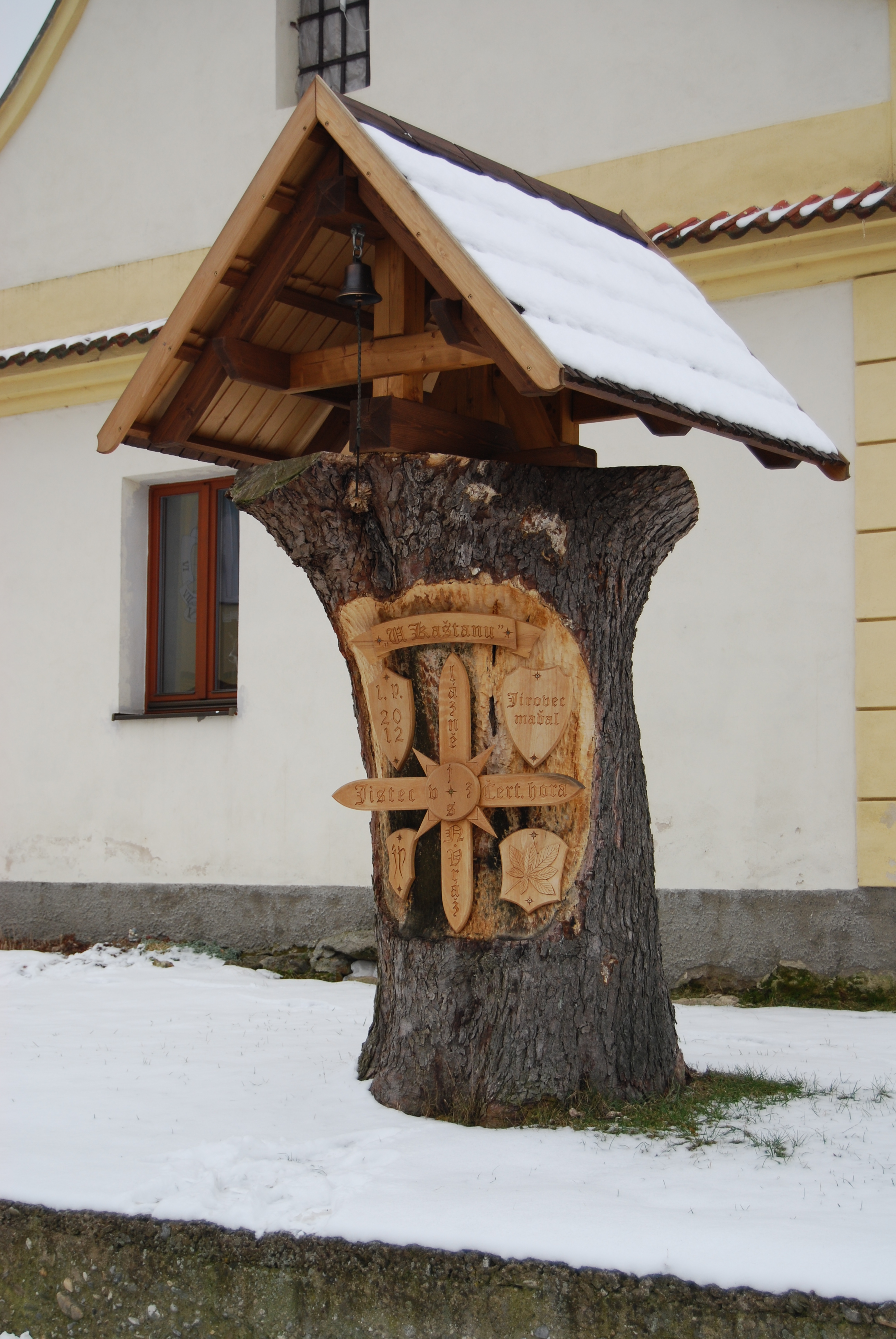
Zvonička u obecního úřadu
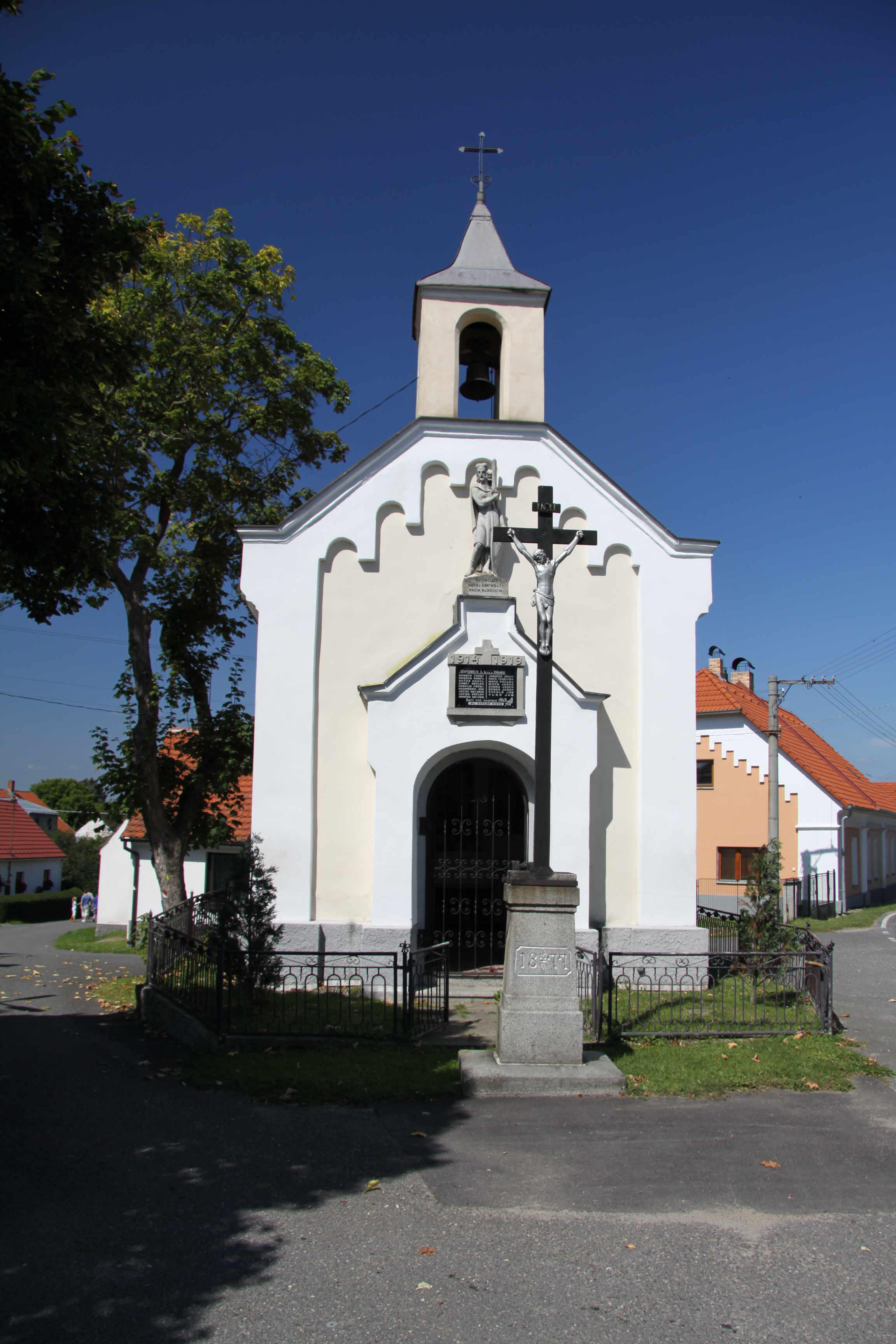
Návesní kaple